# Journal of Geobotany
Journal of Geobotany (abreviado J. Geobot.) fue una revista ilustrada con descripciones botánicas que fue editada en Kanazawa. Se publicaron 19 números (del 7 al 26), en los años 1958-1979. Fue precedida por Hokuriku Journal of Botany y reemplazada por Journal of Phytogeography and Taxonomy.